# Мэнсфилд, Марта
Ма́рта Мэ́нсфилд (англ. Martha Mansfield), настоящая фамилия — Э́рлих (англ. Erlich; 14 июля 1899, Нью-Йорк, Нью-Йорк, США — 30 ноября 1923, Сан-Антонио, Техас, США) — американская актриса, звезда немого кино.

## Биография
Родилась 14 июля 1899 года в Нью-Йорке в семье Мориса и Харриет Гибсон Эрлих. У неё была младшая сестра Эдит, родившаяся в 1905 году. Хотя во многих источниках говорится, что Марта родилась в Мансфилде, штат Огайо, её свидетельство о рождении и свидетельство о смерти указывают Нью-Йорк в качестве места рождения. Её мать, Харриет, была родом из Мансфилда, куда переехала из Ирландии в 1885 году. Позднее Марта взяла название этого города в качестве своего сценического имени. К началу 1910-х годов Марта и её мать переехали в район Бронкс.
В возрасте 14 лет решила стать актрисой. В 1912 году она добилась роли в бродвейской постановке «Маленькие женщины». Также начала работать моделью и танцовщицей. Она участвовала в мюзикле «Hop o' My Thumb», всё ещё используя своё настоящее имя. Также она сыграла в постановках «The Passing Show of 1915» и «Robinson Crusoe, Jr.», после чего сменила имя. В качестве модели позировала для художника Харрисона Фишера и стала героиней более 300 фотографий Альфреда Чейни Джонстона.
Используя имя Марта Эрли, в 1917 году она подписала контракт на шесть месяцев с киностудией Essanay Studios, где снялась в трёх фильмах с французским актёром Максом Линдером. В 1918 году она выступала в театральной постановке «Безумства Зигфелда». В том же году дебютировала в полнометражном фильме «Broadway Bill» вместе с Гарольдом Локвудом. В начале 1919 года Марта объявила о своём решении полностью сосредоточиться на своей кинокарьере. Перед переездом на западное побережье она сыграла главные роли в фильмах студии Famous Players-Lasky. В октябре 1919 года появилась в постановке Флоренца Зигфелда «The Midnight Frolic».
На её первом голливудском фильме «Civilian Clothes» (1920) режиссёром выступил Хью Форд. Она обрела популярность благодаря роли Миллисент Кэру (изначально предложенной Талулле Бэнкхед) в экранизации «Доктор Джекилл и мистер Хайд» с Джоном Бэрримором в главной роли. Затем она подписала контракт с Selznick Pictures, где снялась с Юджином О’Брайеном в фильме «The Perfect Lover» (1919). В 1921 году Марта вернулась на сцену и отправилась в турне по водевилям. В следующем году она снялась в двух независимых фильмах — «Queen of the Moulin Rouge» и «Till We Meet Again», после чего продолжила гастролировать с водевилями.
В 1923 году Марта завершила контракт с Selznick и присоединилась к Fox Film Corporation. Её первым фильмом для этой студии стала «Бесшумная команда» с Эдмундом Лоу и Белой Лугоши. Последними завершёнными фильмами её короткой кинокарьеры стали «Potash and Perlmutter» и «The Leavenworth Case», оба выпущенные в 1923 году.

## Смерть
30 ноября 1923 года Марта пострадала на пожаре во время съёмок фильма «The Warrens of Virginia». Когда загорелось её платье, то она получила серьёзные ожоги, её шея и лицо были спасены, когда Уилфред Лителл набросил на неё шинель. Мэнсфилд была доставлена в «Physicians and Surgeons Hospital» в Сан-Антонио (штат Техас, США), где скончалась несколько часов спустя.